# 반구대로
반구대로(Bangudae-ro, 盤龜臺路, 울산광역시도 11호선의 일부와 국도 제35호선의 일부)는 울산광역시 삼남읍 방기리와 경상북도 경주시 탑동을 잇는 도로이다. 전 구간 국도 제35호선에 속하며, 울산광역시 구간은 울산광역시도 11호선으로 지정되어 있다.
본래 울산광역시 구간은 삼남면 시계부터 제2남천교까지 구간은 삼남로로, 제2남천교에서 두서면 시계까지 구간은 화랑로로 불렸으나 2009년 7월 10일 반구대로로 통합되었다.

## 역사
- 2001년 3월 22일 : 삼남면 시계 ~ 제2남천교 8.05km 구간을 삼남로로, 제2남천교 ~ 두서면 시계 19.64km 구간을 화랑로로 명명하고 울산광역시도 11호선 부여[1]
- 2009년 7월 10일 : 2개 이상 시·도에 걸쳐 있는 도로로 반구대로를 고시[2]

## 주요 경유지
울산광역시
- 울주군 (삼남읍 · 언양읍 · 두서면 · 두동면 · 두서면)

경상북도
- 경주시 (내남면 · 배동 · 탑동)

## 노선
전 구간 국도 제35호선 및 울산광역시도 11호선에 속하므로 이에 대한 별도 표기는 생략한다.
| 이름                                | 접속 노선                    | 소재지                                        | 소재지                                 | 비고                          |
| 양산대로와 직결                     | 양산대로와 직결              | 양산대로와 직결                               | 양산대로와 직결                        | 양산대로와 직결               |
| ----------------------------------- | ---------------------------- | --------------------------------------------- | -------------------------------------- | ----------------------------- |
| 통도사 나들목 (통도사 교차로)       | 1호선 경부고속도로           | 울주군                                        | 삼남읍                                 |                               |
| 하방교                              |                              | 울주군                                        | 삼남읍                                 |                               |
| 오뚜기식품앞 교차로                 | 하방로 가천금사길 연봉상천길 | 울주군                                        | 삼남읍                                 |                               |
| 삼성SDI 교차로                      |                              | 울주군                                        | 삼남읍                                 |                               |
| 지내삼거리                          | 강당로                       | 울주군                                        | 삼남읍                                 |                               |
| 가천교                              |                              | 울주군                                        | 삼남읍                                 |                               |
| 가천삼거리                          | 강당로                       | 울주군                                        | 삼남읍                                 |                               |
| 언양정비앞 교차로 금강공업앞 교차로 |                              | 울주군                                        | 삼남읍                                 |                               |
| 공암마을 교차로                     | 공암공단1길                  | 울주군                                        | 삼남읍                                 |                               |
| 삼남삼거리                          | 중남로                       | 울주군                                        | 삼남읍                                 |                               |
| 교동교                              |                              | 울주군                                        | 삼남읍                                 |                               |
| 교동삼거리                          | 중남로                       | 울주군                                        | 삼남읍                                 |                               |
| 벌장마을 교차로                     | 벌장길                       | 울주군                                        | 삼남읍                                 |                               |
| 메가마트 언양점 앞 교차로           | 후평길                       | 울주군                                        | 삼남읍                                 |                               |
| 작천교                              |                              | 울주군                                        | 삼남읍                                 |                               |
| 작천정삼거리                        | 등억알프스로                 | 울주군                                        | 삼남읍                                 |                               |
| 수남마을 교차로                     | 수남벚꽃길 화림정1길         | 울주군                                        | 삼남읍                                 |                               |
| 울산산업고 교차로                   | 동향교1길                    | 울주군                                        | 삼남읍                                 |                               |
| 교동리                              | 중평로                       | 울주군                                        | 삼남읍                                 |                               |
| 서울산 나들목 (서울산IC 교차로)     | 1호선 경부고속도로           | 울주군                                        | 삼남읍                                 |                               |
| 언양병원 교차로                     |                              | 울주군                                        | 삼남읍                                 |                               |
| 남천2교 (제2남천교)                 |                              | 울주군                                        | 삼남읍                                 |                               |
| 언양읍                              |                              | 울주군                                        |                                        |                               |
| 제2남천교 교차로                    | 남천로                       | 울주군                                        |                                        |                               |
| 언양터미널사거리                    | 언양로 헌양길                | 울주군                                        |                                        |                               |
| 동부11길입구 교차로                 | 동부11길                     | 울주군                                        |                                        |                               |
| 구도로공사입구 교차로               | 읍성로                       | 울주군                                        |                                        |                               |
| 직동교                              |                              | 울주군                                        |                                        |                               |
| 언양 교차로                         | 국도 제24호선 (울밀로)       | 울주군                                        |                                        |                               |
| 신흥삼거리                          | 신흥길                       | 울주군                                        |                                        |                               |
| 돈박골사거리                        |                              | 울주군                                        |                                        |                               |
| 고등골사거리                        | 감천길 고등골길              | 울주군                                        |                                        |                               |
| 신화마을입구 교차로                 | 신화길 태기길                | 울주군                                        |                                        |                               |
| 정거리마을입구 교차로               | 정거고중길 정거리길          | 울주군                                        |                                        |                               |
| 고중마을입구 교차로                 |                              | 울주군                                        |                                        |                               |
| 평리입구 교차로                     | 평리다개로 언동3길           | 울주군                                        |                                        |                               |
| 반곡초등학교앞 교차로               | 괴말길 언동3길               | 울주군                                        |                                        |                               |
| 반곡교                              |                              | 울주군                                        |                                        |                               |
| 고하마을입구 교차로                 | 고하길                       | 울주군                                        |                                        |                               |
| 옥동마을입구 교차로                 | 옥동길                       | 울주군                                        |                                        |                               |
| 진현마을입구 교차로                 | 진현길                       | 울주군                                        | 두서면                                 |                               |
| 반구대삼거리                        | 반구대안길                   | 울주군                                        | 두동면                                 |                               |
| 천전교                              |                              | 울주군                                        | 두동면                                 |                               |
| 신당삼거리                          | 구량차리로                   | 울주군                                        | 두동면                                 |                               |
| 천전삼거리                          | 천전대현로 구량송정1길       | 울주군                                        | 두동면                                 |                               |
| 고사골입구 교차로                   | 구량서산길                   | 울주군                                        | 두서면                                 |                               |
| 방말입구 교차로                     | 서하구량길                   | 울주군                                        | 두서면                                 |                               |
| 서하삼거리                          | 인보로 서하천전로            | 울주군                                        | 두서면                                 |                               |
| 서하교 인보교                       |                              | 울주군                                        | 두서면                                 |                               |
| 인보삼거리                          | 인보로 노동길                | 울주군                                        | 두서면                                 |                               |
| 두동사거리                          | 인보구미로 수정길            | 울주군                                        | 두서면                                 |                               |
| 두광중학교 교차로                   |                              | 울주군                                        | 두서면                                 |                               |
| 신전삼거리                          | 신전길 신전2길               | 울주군                                        | 두서면                                 |                               |
| 전읍마을 교차로                     | 전읍복안로                   | 울주군                                        | 두서면                                 |                               |
| 유촌마을 교차로                     | 유촌길                       | 울주군                                        | 두서면                                 |                               |
| 공단입구삼거리                      | 전읍농공길                   | 울주군                                        | 두서면                                 |                               |
| 전읍교                              |                              | 울주군                                        | 두서면                                 |                               |
| 미호 교차로 (상동교)                | 미호상동길                   | 울주군                                        | 두서면                                 |                               |
| 미호천교 미호육교                   |                              | 울주군                                        | 두서면                                 |                               |
| 열박재 교차로                       | 활천산업로                   | 울주군                                        | 두서면                                 |                               |
| 가정마을 교차로                     | 가정길                       | 울주군                                        | 두서면                                 |                               |
| 활천삼거리                          |                              | 울주군                                        | 두서면                                 |                               |
| (전화영교 동단)                     | 활천산업로                   | 울주군                                        | 두서면                                 | 양산 방향 진출입만 가능       |
| 봉계 교차로 (봉계1교) (봉계2교)     | 계명로 활천내와로            | 울주군                                        | 두서면                                 | 활천 나들목과 간접 연결       |
| 복안천교                            |                              | 울주군                                        | 두서면                                 |                               |
| 경주시                              | 내남면                       |                                               |                                        |                               |
| 경주시                              | 내남면                       | 노곡교                                        |                                        |                               |
| 경주시                              | 내남면                       | (터널 명칭 미상)                              |                                        | 연장 약 65m                   |
| 경주시                              | 내남면                       | (터널 명칭 미상)                              |                                        | 연장 약 75m                   |
| 경주시                              | 내남면                       | (내남주유소)                                  | 포석로                                 | 경주 방향 진출입만 가능       |
| 경주시                              | 내남면                       | 내남 교차로                                   | 국도 제7호선 (경주시 국도대체우회도로) |                               |
| 경주시                              | 내남면                       | 이조교                                        |                                        |                               |
| 경주시                              | 내남면                       | (이조교 북단)                                 | 이조중앙길                             | 상행 진출 불가 하행 진입 불가 |
| 경주시                              | 내남면                       | 용장리                                        | 경덕로                                 |                               |
| 경주시                              | 내남면                       | 용장교                                        |                                        |                               |
| 경주시                              | 삼릉1교 삼릉2교              |                                               | 황남동                                 |                               |
| 경주시                              | 경주 나들목 (나정교사거리)   | 1호선 경부고속도로 국도 제35호선 (서라벌대로) | 황남동                                 |                               |
| 강변로와 직결                       |                              |                                               |                                        |                               |

## 주요 건물 및 시설
- 세광병원 (울산광역시 울주군 삼남읍 반구대로 15)
- 한국도로공사 통도사영업소 (울산광역시 울주군 삼남읍 반구대로 80)
- 오뚜기 울산공장 (울산광역시 울주군 삼남읍 반구대로 149)
- 삼성SDI 울산사업장 (울산광역시 울주군 삼남읍 반구대로 163)
- 금강공업 (울산광역시 울주군 삼남읍 반구대로 359)
- 메가마트 언양점 (울산광역시 울주군 삼남읍 반구대로 612)
- 울산산업고등학교 (울산광역시 울주군 삼남읍 반구대로 675)
- 한국도로공사 서울산영업소 (울산광역시 울주군 삼남읍 반구대로 760)
- 국민연금공단 울주상담센터 (울산광역시 울주군 언양읍 반구대로 813)
- 두서면 행정복지센터 (울산광역시 울주군 두서면 반구대로 1817-11)
- 두광중학교 (울산광역시 울주군 두서면 반구대로 1930-5)